# Чорниводи
Чорни́води — село в Україні, у Городоцькій міській територіальній громаді Хмельницького району Хмельницької області. Населення, станом на 01.01.2017 року, становить 1882 особи.

## Назва села
Походить назва від річки Чорнивідки яка протікає через усе село. Річка ж носить це ім'я через свої каламутні чорні води.

## Розташування
Село розташоване на пагорбах річкової долини. На сході село межує з с.Мудриголови, на зх. м.Городок, на пд.зх. с.Папірня, на пн.сх. с.Жищинці.
Неподалік від села на пн.зх розташований Кошарнинський заказник.

## Транспорт і шляхи сполучення
Найближча до Чорнивід залізнична станція — Вікторія, що лежить на лінії Копичинці—Гусятин—Ярмолинці. Відстань до неї становить 5 км.
Територіальний автошлях з'єднує Чорниводи з низкою населених пунктів Мудриголови, Папірня, Жищинці. Регіональний автошлях забезпечує сполучення з райцентром (1 км), Ярмолинцями і обласним центром, відстань до якого, приблизно 60 км.

## Символіка
Герб і прапор затверджені 9 жовтня 2017 р. рішенням № 2/18/2017 XVIII сесії сільської ради VII скликання. Автор — П. Б. Войталюк.
Щит перетятий чорною хвилястою нитяною балкою. У першому зеленому полі срібний озброєний бик, у другому лазуровому срібна риба в балку. Щит вписаний у декоративний картуш і увінчаний золотою сільською короною. Унизу картуша напис «ЧОРНИВОДИ» і дата «1407».
Хвиляста чорна балка — знак назви села і річки Чорнивідки. Бик — символ свободи і сили. Риба — символ багатих водних ресурсів.

## Історія
Село Чорниводи вперше згадується в писемних пам'ятниках за 1407 рік, де говориться, що місцевість під назвою Чорна Вода разом з Купином були відданні королем Ягайлом Богуславу чи Яранту із Стахова.
В 1493 році в Чорниводах було п'ять «дымовь», як було сказано в писемних пам'ятниках, тобто п'ять хат. В 1530 році в селі було лише два плуги чи лана, а в 1565 році — три, які належали Камянецькому старості.
З 1569 року Чорниводами володіли пани Петро і Лука Пясецькі.
В XVIII столітті Чорниводи перейшли до панів Дружбицьких, потім до іншого пана, а до кінця XVIII століття панський маєток до якого входило і село Чорниводи поділився на дрібні маєтки з невеликою кількістю землі і кріпаків, що належали різним поміщикам.
За часів кріпацтва важко жилося селянам села. Якщо з початку селяни працювали на панщині 3-4 дні на тиждень, то починаючи з самого початку XVIII століття, пани примушували селян працювати на панщині цілий тиждень, а пізніше ще й у неділю. Так, будучи власністю різних поміщиків селяни пересвідчилися, що панів добрих немає, що як каже народне прислів'я «ховали сіно в копиці, а пана в каплиці» тобто після того як він помре.
В 1861 році відбулася реформа, але вона не принесла селянам полегшень. Після скасування кріпацтва поміщик Бель не перестав гнобити селян. Уся краща земля залишилась у поміщика. Таким чином в Чорниводах, як і в інших місцях, залишилось теж становище, що й за кріпацтва, лише з тією різницею, що тепер, селян не можна було продавати та купувати.
Таке становище було в селі до революції 1905 року.
Вперше школа в селі з'явилась в 1868 році і називалась вона церковною. В 1870 році  замість школи в селі Чорниводи була збудована церква за рахунок державної казни. У церковній школі навчалось не більше двох-трьох десятків дітей, а вчителями були піп і дяк.
В 1892 році церковна школа була перетворена в народне училище, яке розміщалось в найнятій селянській хатині. В 1905 році в цій школі було 4 класи. У 1913 році усю землю в селі Чорниводи викупив пан Фабріц, якого зняв переворот.
7 (20) листопада 1917 року, відповідно до Третього Універсалу Української Центральної Ради, увійшло до складу Української Народної Республіки.
У 1917—1921 році у селі кілька разів змінювалась влада, доки не ствердилась радянська окупація.
Сільська рада була створена в 1921 році, поміщицьку землю остаточно розграбовано тоді ж.
У 1929 році почалась примусова колективізація. До 1934 року існував один колгосп «Більшовик», а в 1934 році було створено другий колгосп, який одержав назву колгосп ім. Ворошилова.
У 1935 році відбувся перший випуск учнів-семикласників.
6 липня 1941 року німці захопили села Чорниводи та почали встановлювати свою владу, закрили школи, клуб, бібліотеку. В травні 1942 року насильно забрали 44 юнаків і дівчат на каторжні роботи і Німеччину. Всього було відправлено до Німеччини біля 100 чорниводчан, з яких 4 померло з голоду, а троє пропали безвісти.
23 березня 1944 року частини Радянської армії звільнили село від фашистів. Не повернулись з війни до своїх рідних 196 осіб. Бійцям, які загинули на околицях села Чорниводи згодом було збудовано пам'ятник.
З великим напруженням колгоспники приступили до відбудови народного господарства, яке було зруйноване німецькими загарбниками. Відновили свою роботи колгосп «Більшовик» та колгосп ім. Ворошилова. День у день зростав добробут трудящих, поліпшувались матеріально-побутові умови, що яскраво було видно з підвищення урожайності зернових та технічних культур, індивідуального будівництва житлової площі колгоспниками.
У 1950 році колгоспні господарства села Чорниводи об'єдналися в один колгосп «Більшовик», за яким нараховується землі, в тому числі — орної землі. Після укрупнення колгоспу сюди ж приєднались колгосп «Перемога» с. Мудриголови та колгосп ім. Кірова с. Жищинці. З року в рік колгосп вирощував високі врожаї зернових та технічних культур, збудував 3 тваринницьких приміщення, майстерні, гаражі, клуби в с. Мудриголови та Папірня, сільський будинок культури, комбінат побутового обслуговування, 2 торгових центри, дитячий садок-ясла, восьмирічну школу в с. Чорниводи, а згодом в с. Мудриголови та с. Папірня. 
12 червня 2020 року, відповідно до розпорядження Кабінету Міністрів України № 727-р «Про визначення адміністративних центрів та затвердження територій територіальних громад Хмельницької області», увійшло до складу Городоцької міської громади.
19 липня 2020 року, в результаті адміністративно-територіальної реформи та ліквідації Городоцького району, увійшло до складу новоутвореного Хмельницького району.
Колищній орган місцевого самоврядування — Чорниводська сільська рада.

## Інфраструктура
Село повністю газифіковане та має водопостачання. 
Переважна більшість дорослого населення працюють на державних підприємствах, а лише невелика їх частина зайняті у сфері сільського господарства. 
В селі є загальноосвітня школа І-ІІІ ступенів.
В селі функціонують спортивний зал, дошкільний навчальний заклад (ясла-садок) «Промінь», сільський будинок культури, бібліотека, музей, музична школа. 
У селі діють 6 приватних магазинів, 3 бари та аптека.

## Населення

### Мова
Розподіл населення за рідною мовою за даними перепису 2001 року:
| Мова       | Кількість | Відсоток |
| ---------- | --------- | -------- |
| українська | 2063      | 99.47%   |
| російська  | 10        | 0.48%    |
| гагаузька  | 1         | 0.05%    |
| Усього     | 2074      | 100%     |

## Відомі люди
- Водяний Роман Вадимович  (1990 - 2022) — військовослужбовець Збройних сил України, оператор відділення протитанкових керованих ракет, учасник російсько-української війни.
- Габінет Михайло Петрович (1925) — український вчений-геолог, кандидат геолого-мінералогічних наук (1958).
- Кльоц Олександр Миколайович — український природознавець, ботанік, еколог, краєзнавець, журналіст, громадський діяч.
- Рижий Валерій Михайлович  (1966 - 2022) — сержант Збройних сил України, учасник російсько-української війни.
- Ярова Валентина Василівна — депутат Верховної Ради УРСР 11-го скликання.

## Галерея

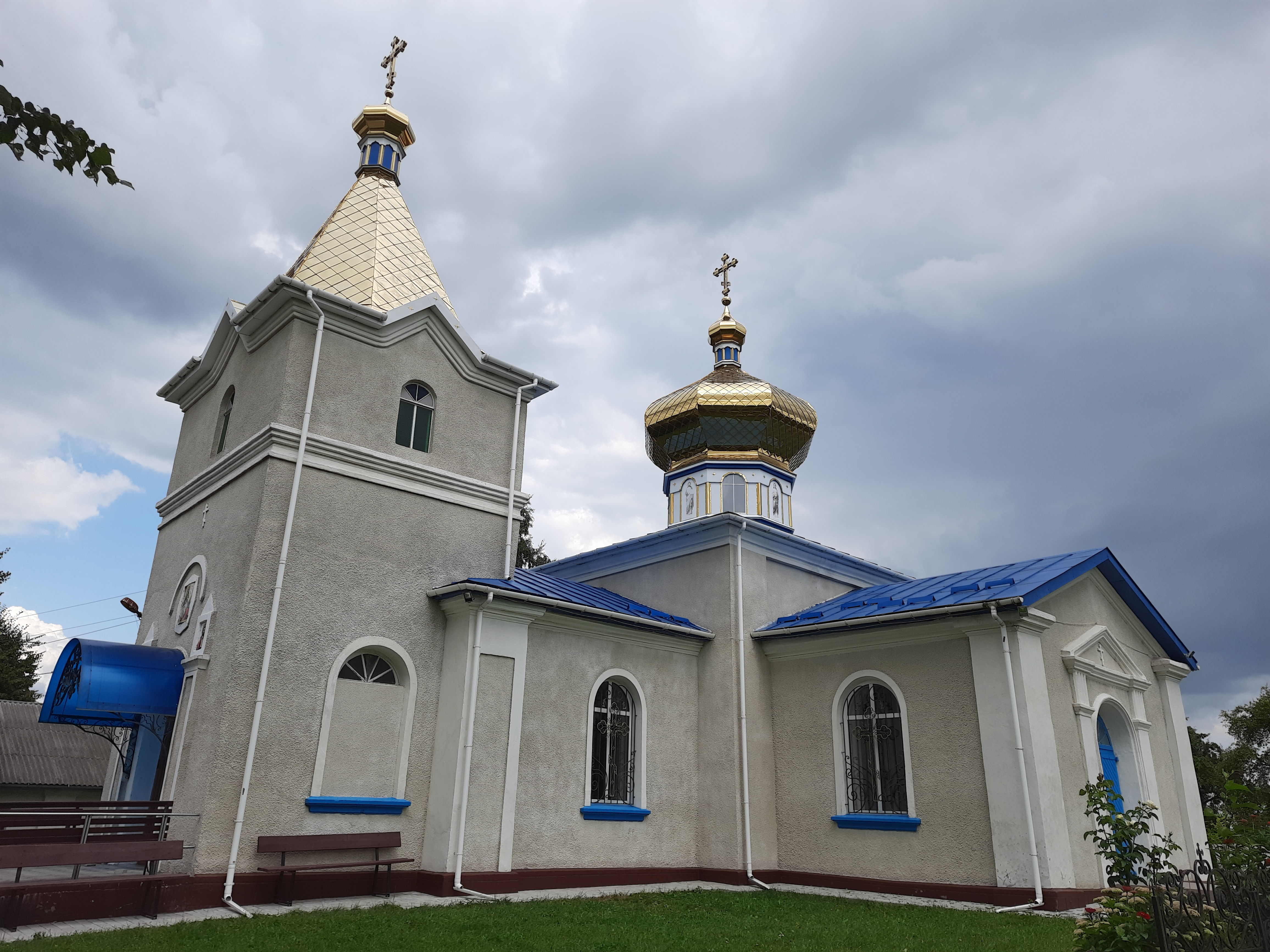
Церква Різдва Богородиці Чорниводи
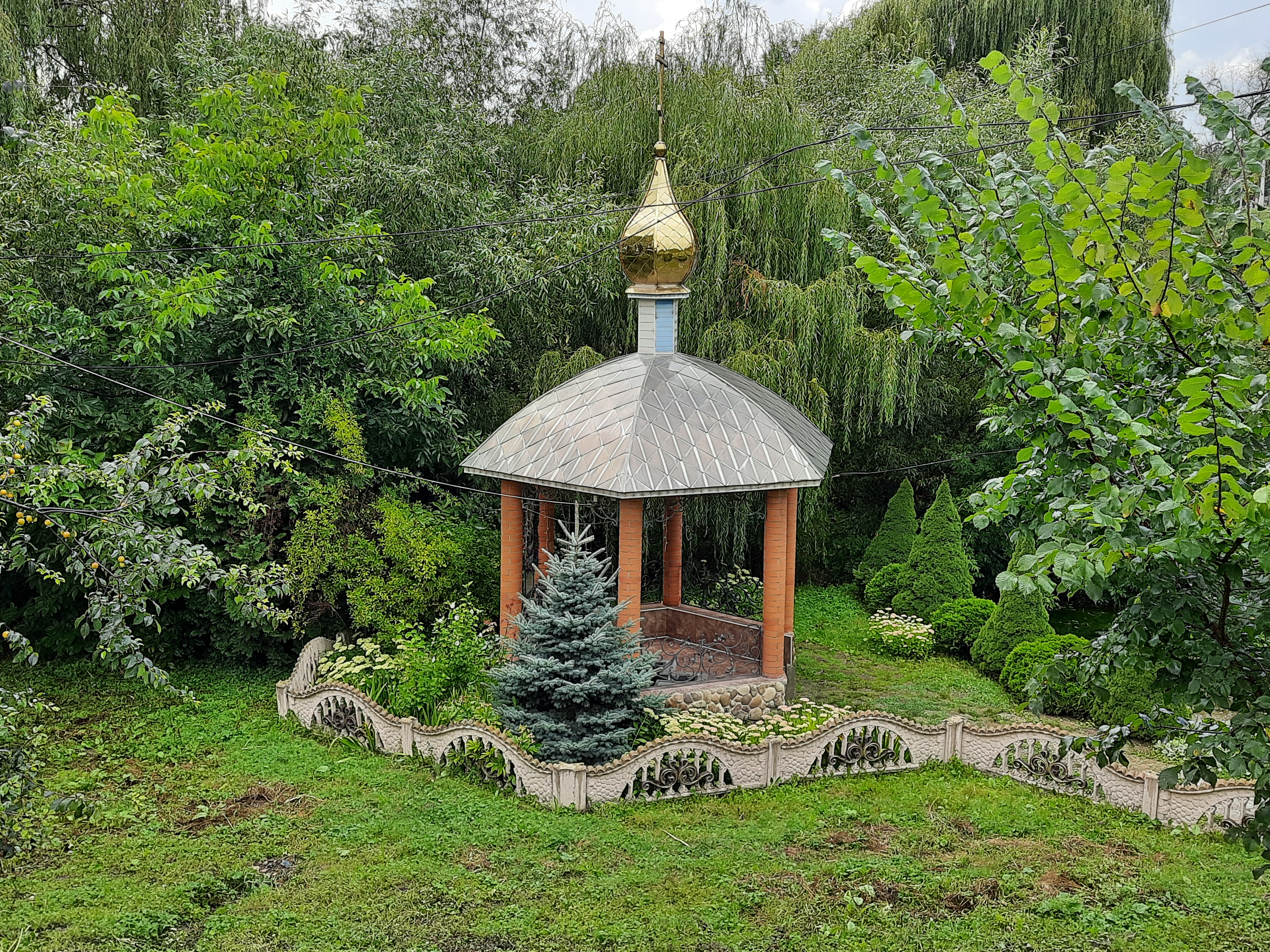
Капличка
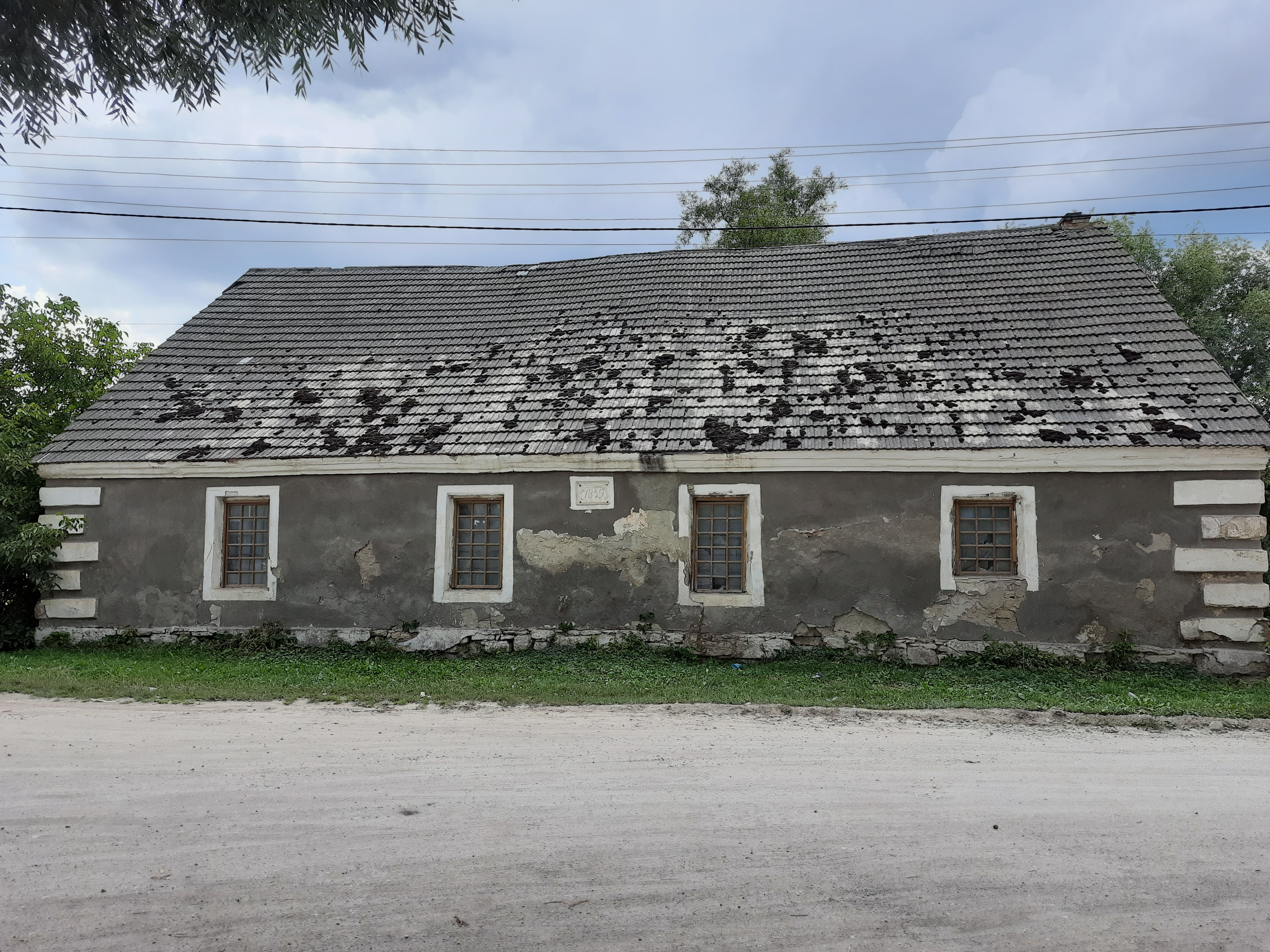
Млин
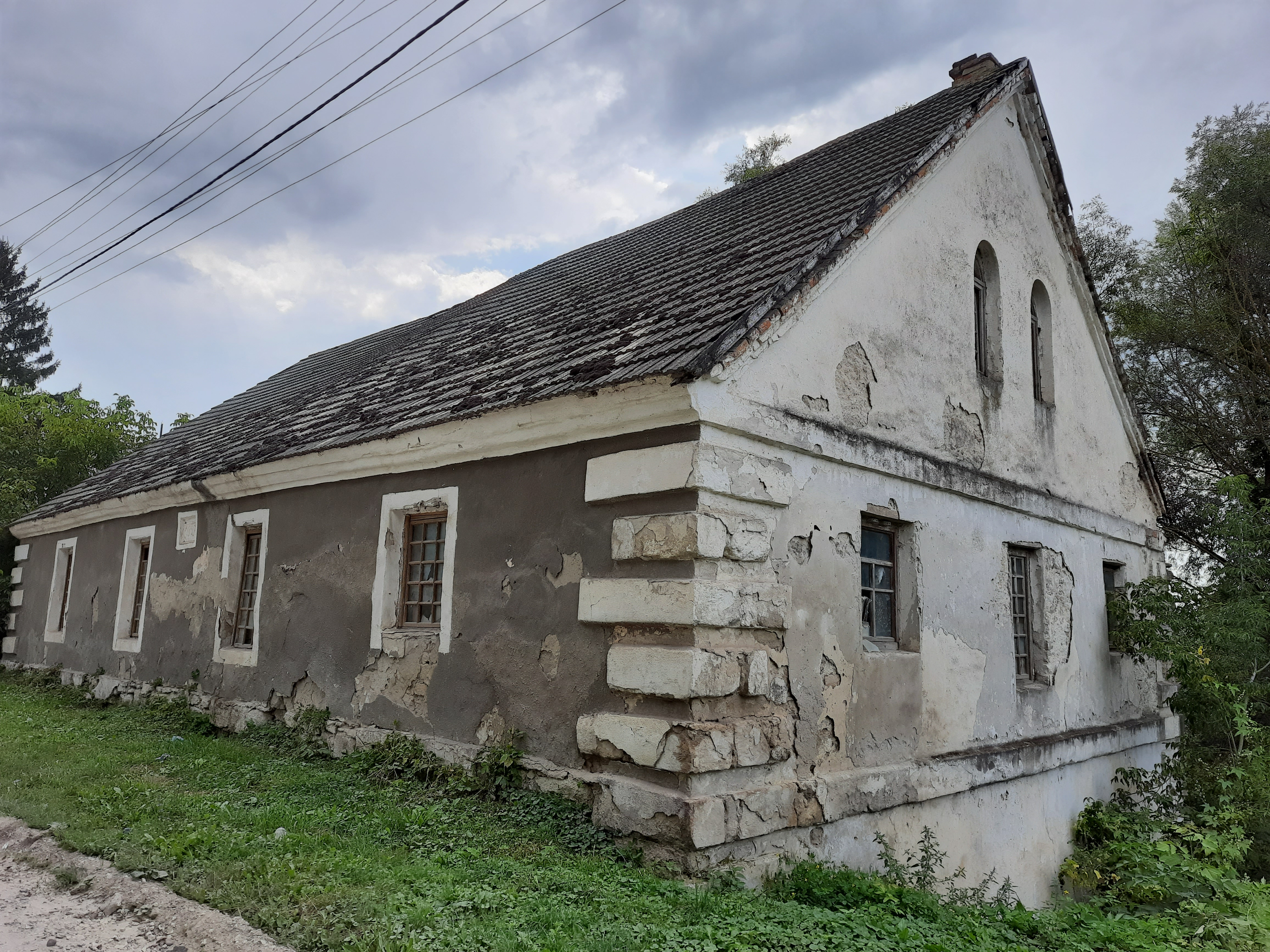
Млин
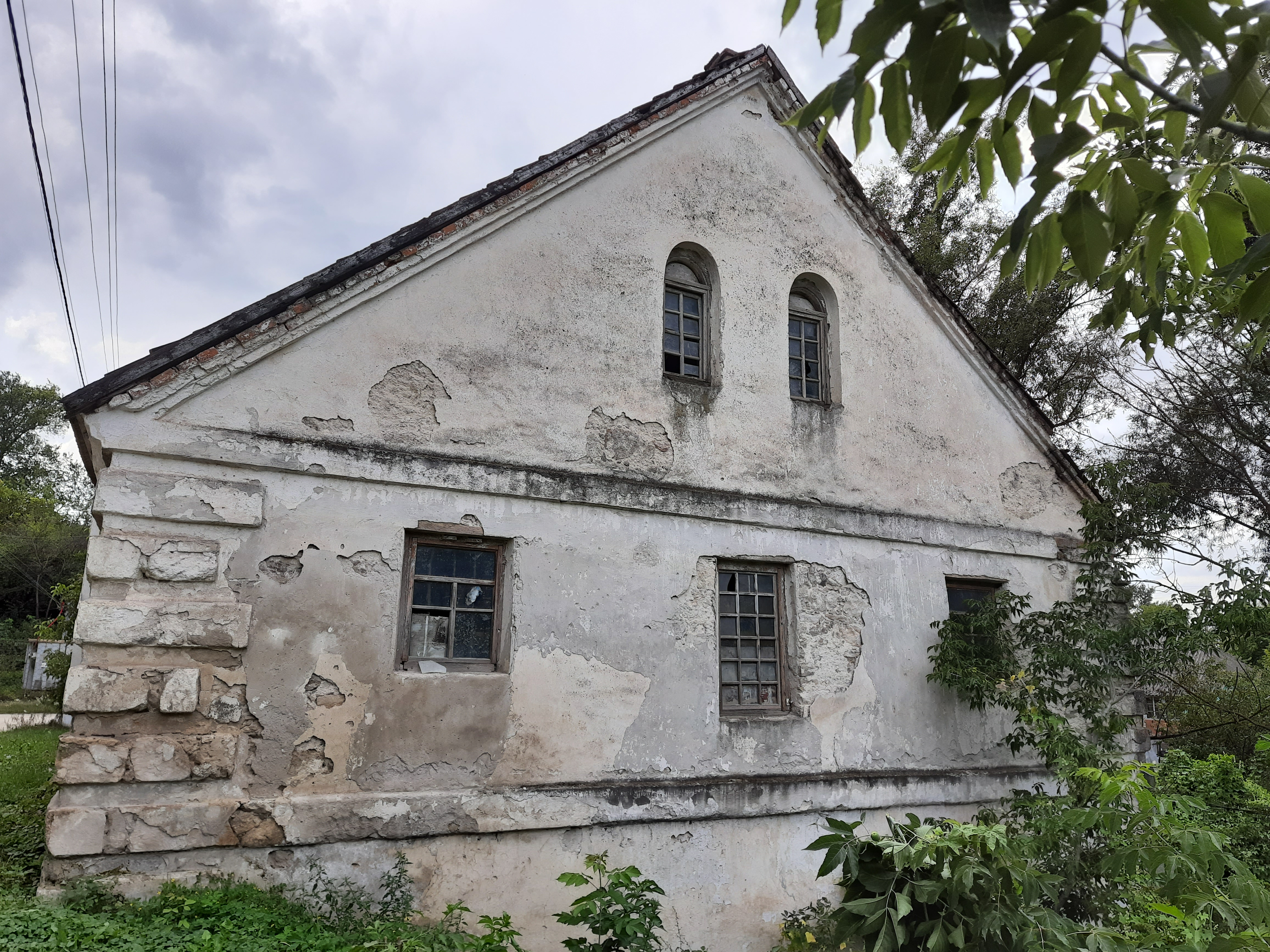
Млин